# Козацький (готель)
Готель «Козацький» — київський трьохзірковий загальнодоступний готель.

## Історія
Споруда готелю «Козацький» — новий восьмиповерховий трапеційовидний будинок — була побудована в 1979-1983 роках під час формування центральної площі Києва (тепер Майдану Незалежності) на місці двоповерхового будинку, який у минулому столітті називали «будинком Гудовського».
Вершина трапеції (головний фасад) звернена до центру площі, а сторони виходять на дві вулиці: Малу Житомирську (ліва) і Михайлівську (права). Будинку надали адресу: «вулиця Михайлівська, № 1/3».
Готель спочатку мав назву «Красная звезда», сучасна назва — з 1993 року.
Готель після введення в експлуатацію перебував у віданні Міністерства оборони СРСР, тепер належить Міністерству оборони України, однак деякий період він був у статусі приватизованого.
До 1993 року готель призначався для поселення лише осіб, які мали стосунок до армії, надалі став загальнодоступним.
На двоповерховому «будинку Гудовського» в 1974 році було встановлено меморіальну дошку на честь Тараса Шевченка, який перебував 1859 року в цьому будинку як гість товариша по Петербурзькій академії мистецтв, відомого на той час київського фотографа Василя Івановича Гудовського. Під час реконструкції центральної площі Києва і будівництва готелю пам'ятну дошку було втрачено; у 2017 році на стіні готелю з боку Малої Житомирської вулиці відкрито бронзову меморіальну дошку з барельєфом Тараса Шевченка.
Готель «Козацький» має філіал у Києві: «Готель Козацький на Антонова».
В 2024 році готель «Козацький» виставлено на продаж.

## Номерний фонд
В готелі 130 комфортних номерів різної категорії: одномісний стандартний, двомісний стандартний, двомісний комфорт, люкс та люкс преміум.

Пам'ятна дошка на честь Тараса Шевченка на фасаді готелю «Козацький»

## Відстань від готелю
Вул. Хрещатик — 0,17 км, Майдан Незалежності — 0,23 км, Бесарабський ринок — 1,1 км, Національна опера — 1,3 км, Національна філармонія — 0,6 км, Національний художній музей — 0,83 км, музей Михайла Булгакова — 1,4 км, Верховна Рада України — 1,4 км, Києво-Печерська лавра, Михайлівський Золотоверхий собор — 0,55 км, Золоті Ворота — 1,2 км, Софійський собор -0,75 км, Володимирський собор — 2,0 км, Караїмська кенаса -1,3 км, Андрієвський узвіз — 1,3 км, Мариїнський парк та дворець — 1,5 км, Набережна Дніпра — 1,6 км, Дім з химерами — 1,0 км.

## До послуг гостей
- Wi-Fi Інтернет, 3 конференц-зали, кімната переговорів, камера схову, послуги пральні.
- Ресторан «Козацький» (українське і європейське меню, шведський стіл (входить в вартість номера) на сніданках, комплексні обіди).
- Онлайн бронювання.
- Трансфер.
- Кав'ярня на Майдані.
- Обмін валюти.
- Замовлення таксі.
- Сувенірний і книжковий кіоски.

## Контактна інформація
- Козацький у соцмережі «Facebook»
- Телефони: +38 067 224 57 07; +38 067 224 57 09